# Lądek-Zdrój
Lądek-Zdrój (německy Bad Landeck, česky Landek) je město v Polsku v Dolnoslezském vojvodství v okrese kladském ve gmině Lądek-Zdrój.
Město má rozlohu 20,32 km². Rozkládá se ve výšce 430 m n. m. na jihozápadě Polska nedaleko českých hranic u řeky Biała Lądecka. Nachází se nedaleko Rychlebských hor a Králického Sněžníku. V roce 2019 žilo ve městě 5 557 obyvatel.

## Obecně

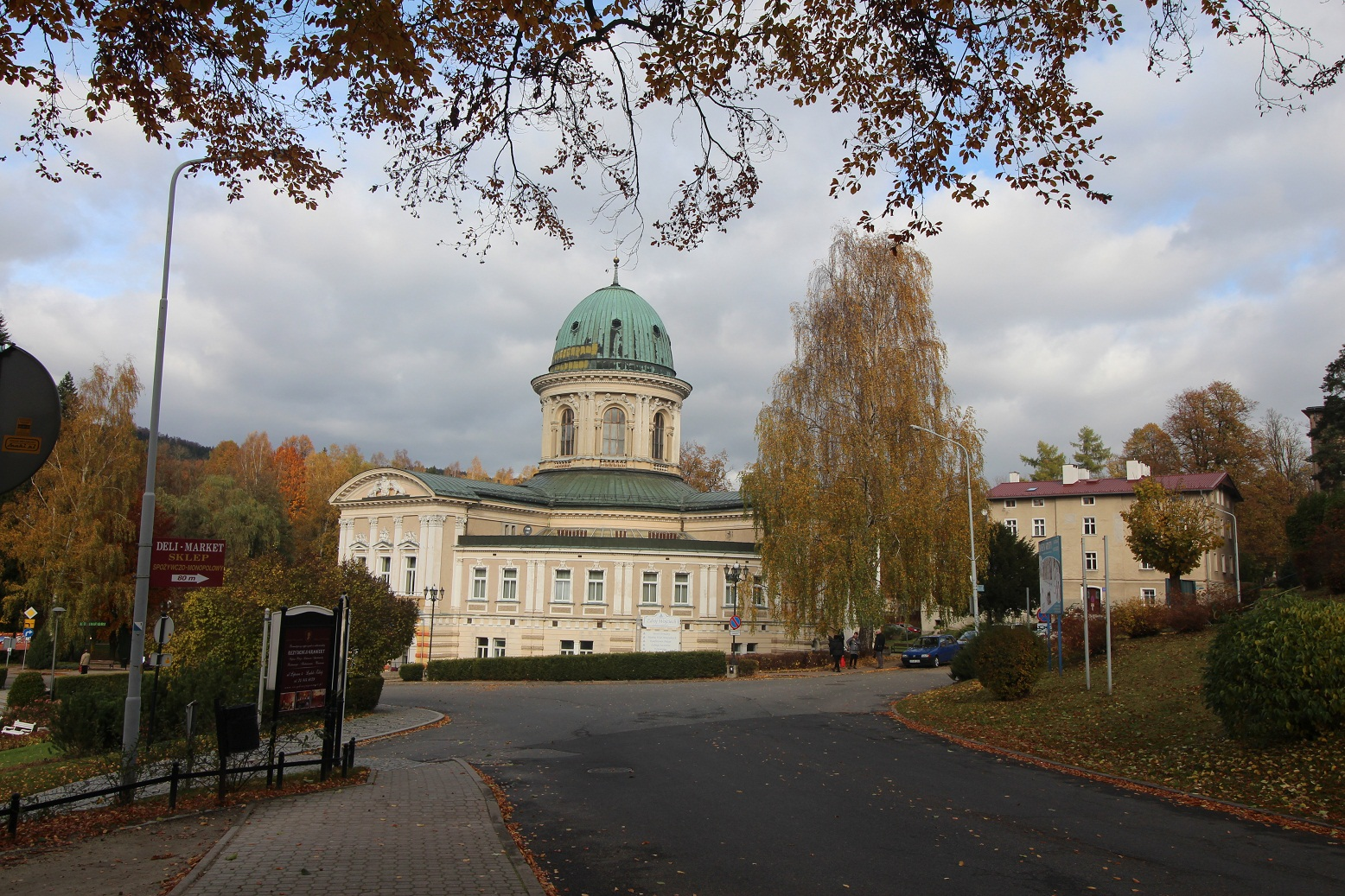
Lázeňský pavilon Wojciech

Město bylo založeno v 1. polovině 13. století se souhlasem krále Přemysla Otakara II. Na město povýšeno roku 1282, nikdy nebylo opevněno. Nedaleko stával hrad Karpień, který byl zničen v roce 1443 knížetem opavsko-münsterberským Vilémem I. a měšťany vratislavskými.
Jsou zde jedny z nejstarších lázní v Evropě, založeny roku 1680. V roce 1897 byla uvedena do provozu železnice do Kladska. Roku 2004 byla na trati veškerá doprava zastavena. Železniční stanice prošla roku 2015 celkovou rekonstrukcí pro případné navrácení provozu na trať. K 21.10.2021 nebyla doprava stále obnovena, budova nádraží je využívána jako kulturní a turistické centrum. Budova je avšak na úplném okraji města, není tudíž turisty hojně navštěvována.
Patronem města je od roku 2005 svatý Jiří. Město má ve znaku českého dvouocasého lva.

## Historie
Městská práva městu udělil v roce 1282 vratislavský vévoda Jindřich IV. Probus . Jedná se o jedny z nejznámějších a nejstarších polských lázní - jako lázně bylo město známé již na konci 15. století. Landecko je považováno za nejstarší lázeňskou oblast v Polsku, podle historických pramenů zde již v roce 1241 byly koupací zařízení zničená Mongoly vracejícími se z bojiště u Lehnic . Nejstarší zařízení přírodní medicíny „Jiří“ s bazénem postaveným na stejnojmenném prameni bylo postaveno v roce 1498. V roce 1678 byl vybudován tzv. "Nowy Zakład", jehož předlohou byly turecké lázně (po četných rekonstrukcích, mimo jiné v letech 1878–1880, 1936 a po roce 1945, byly vytvořeny dnešní Wojciechovy lázně. 
V polovině devatenáctého století působila ve východní části Kladska princezna Marianna Oranžská . Za mnohé jí vděčí i Landek, díky její iniciativě byla vybudována silnice spojující město s Kamieniecemi a Ziębicemi , Bolesławówem a moravským Starým Městem. Po ní byly pojmenovány jedny z lázní, dnešní Dąbrówka. V roce 1829 byl objeven nový pramen, současný Chrobry. V roce 1838 bylo založeno inhalatorium, v té době velmi moderní. 
Od roku 1871 bylo město na hranicích Německa. 
Během druhé světové války město neutrpělo žádné ztráty. 9. května 1945 bylo bez boje osvobozeno Rudou armádou. Německá správa fungovala do 15. června 1945; posledním úřadujícím německým starostou byl doktor Hänsch. Prvním polským byl Stanisław Latos, který zahájil svou funkci 15. června 1945. V budově na ulici Orla 4 sídlilo sovětské sídlo města. Polští obyvatelé začali přicházet v srpnu 1945. Zpočátku žili společně s Němci. V dubnu a září 1946 byli němečtí obyvatelé města vysídleni. V letech 1945–1953 a 1956–1991 zde bylo sanatorium sovětské armády. V roce 1950 se počet obyvatel vyrovnal počtu obyvatel města před válkou. Většina obyvatel byla vysídlena zpoza nově vytvořené východní hranice (asi 52 %).
V roce 1946 byl oficiálně zaveden název Lądek Zdrój , který nahradil předchozí německý název Bad Landeck.

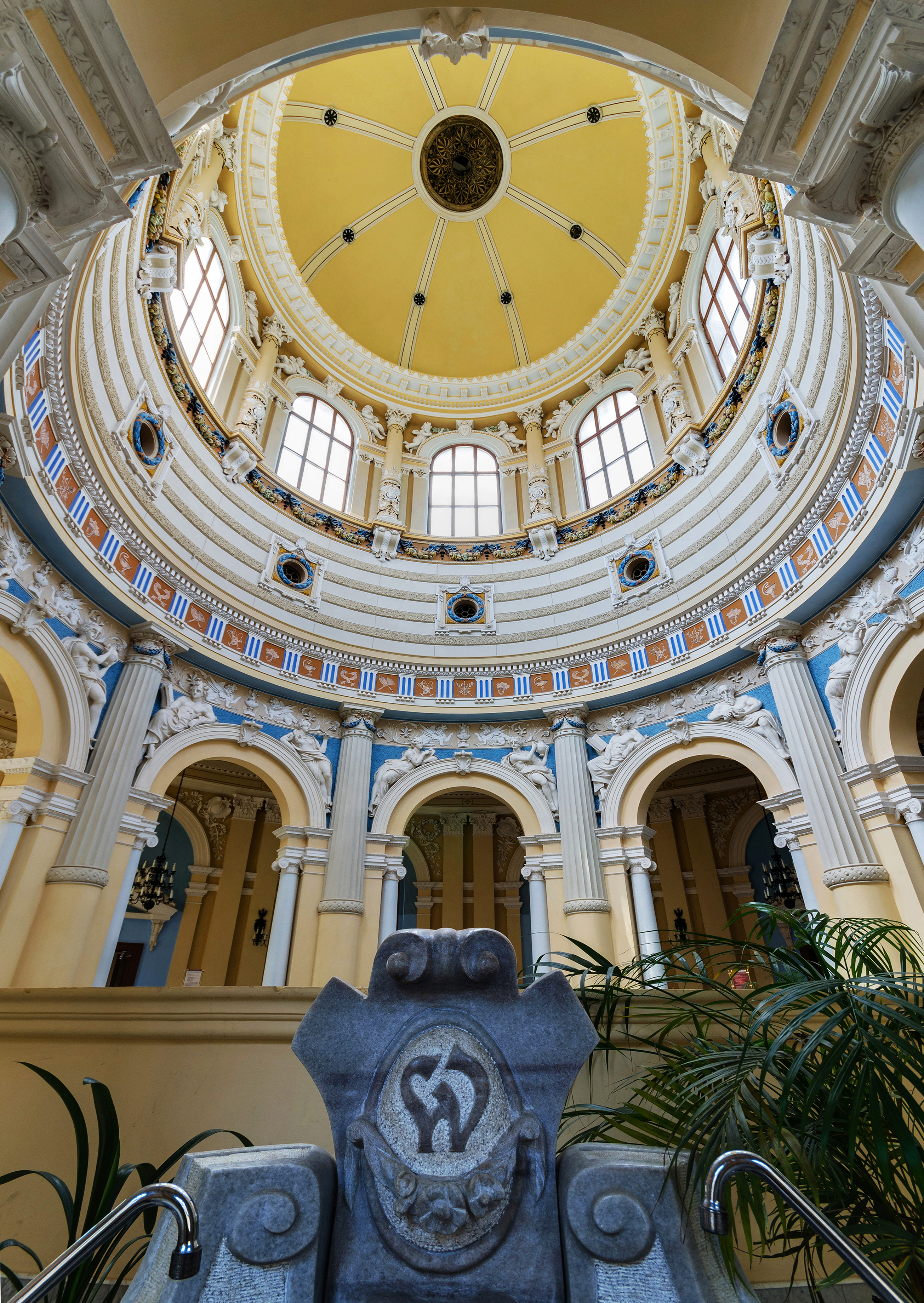
lázně Landek

## Partnerská města
- Bad Schandau, Německo
- Goedereede, Nizozemsko